# نصف‌النهار ۱۱۲ درجه شرقی
نصف‌النهار ۱۱۲ درجه شرقی ۱۱۲مین نصف‌النهار شرقی از گرینویچ است که از لحاظ زمانی ۷ساعت و ۲۸دقیقه با گرینویچ اختلاف زمانی دارد.
این نصف‌النهار از قطب شمال شروع و از مناطق زیر گذشته و به قطب جنوب ختم می‌شود.
- روسیه
- مغولستان
- چین
- اقیانوس هند
- استرالیا